# Leichtathletik-Weltmeisterschaften 2015/Teilnehmer (Belarus)
| Gelbes Symbol für Goldmedaillen mit stilisierten Olympischen Ringen | Graues Symbol für Silbermedaillen mit stilisierten Olympischen Ringen | Braundes Symbol für Bronzemedaillen mit stilisierten Olympischen Ringen |
| ------------------------------------------------------------------- | --------------------------------------------------------------------- | ----------------------------------------------------------------------- |
| 1                                                                   | —                                                                     | 1                                                                       |

Der Leichtathletikverband von Belarus nominierte 18 Athleten für die Leichtathletik-Weltmeisterschaften 2015 in der chinesischen Hauptstadt Peking.

## Medaillen
Mit je einer gewonnenen Gold- und Bronzemedaille belegte das belarussische Team Rang 14 im Medaillenspiegel.

### Medaillengewinner

#### Gold
- Maryna Arsamassawa: 800 m

#### Bronze
- Alina Talaj: 100 m Hürden

## Ergebnisse

### Männer

#### Laufdisziplinen
| Athlet                  | Disziplin   | Vorlauf | Vorlauf | Halbfinale         | Halbfinale         | Finale             | Finale             |
| Athlet                  | Disziplin   | Zeit    | Platz   | Zeit               | Platz              | Zeit               | Platz              |
| ----------------------- | ----------- | ------- | ------- | ------------------ | ------------------ | ------------------ | ------------------ |
| Aljaksandr Linnik       | 400 m       | 45,79 s | 38      | nicht qualifiziert | nicht qualifiziert | nicht qualifiziert | nicht qualifiziert |
| Aljaksandr Ljachowitsch | 20 km Gehen |         |         |                    |                    | disqualifiziert    | disqualifiziert    |
| Dsjanis Simanowitsch    | 20 km Gehen |         |         |                    |                    | 1:23:54 h          | 23                 |

#### Sprung/Wurf
| Athletin                 | Disziplin  | Qualifikation | Qualifikation | Finale             | Finale             |
| Athletin                 | Disziplin  | Weite/Höhe    | Platz         | Weite/Höhe         | Platz              |
| ------------------------ | ---------- | ------------- | ------------- | ------------------ | ------------------ |
| Kanstanzin Barytscheuski | Weitsprung | 7,89 m        | 17            | nicht qualifiziert | nicht qualifiziert |
| Pawel Barejscha          | Hammerwurf | 71,41 m       | 25            | nicht qualifiziert | nicht qualifiziert |
| Juryj Schajunou          | Hammerwurf | 72,87 m       | 18            | nicht qualifiziert | nicht qualifiziert |
| Iwan Zichan              | Hammerwurf | 71,88 m       | 21            | nicht qualifiziert | nicht qualifiziert |

### Frauen

#### Laufdisziplinen
| Athlet                | Disziplin        | Vorlauf                 | Vorlauf                 | Halbfinale     | Halbfinale | Finale      | Finale |
| Athlet                | Disziplin        | Zeit                    | Platz                   | Zeit           | Platz      | Zeit        | Platz  |
| --------------------- | ---------------- | ----------------------- | ----------------------- | -------------- | ---------- | ----------- | ------ |
| Maryna Arsamassawa    | 800 m            | 1:58,69 min SB          | 1                       | 1:57,54 min PB | 2          | 1:58,03 min | Gold   |
| Alina Talaj           | 100 m Hürden     | 12,87 s                 | 8                       | 12,70 s PB     | 4          | 12,66 s NR  | Bronze |
| Swjatlana Kudselitsch | 3000 m Hindernis | Wettkampf nicht beendet | Wettkampf nicht beendet |                |            | -           | -      |

#### Sprung/Wurf
| Athletin                      | Disziplin   | Qualifikation       | Qualifikation       | Finale             | Finale             |
| Athletin                      | Disziplin   | Weite/Höhe          | Platz               | Weite/Höhe         | Platz              |
| ----------------------------- | ----------- | ------------------- | ------------------- | ------------------ | ------------------ |
| Nastassja Mirontschyk-Iwanowa | Weitsprung  | 6,76 m              | 6                   | 6,66 m             | 9                  |
| Wolha Sudarawa                | Weitsprung  | 6,65 m              | 13                  | nicht qualifiziert | nicht qualifiziert |
| Aljona Dubizkaja              | Kugelstoßen | 18,51 m             | 7                   | 18,52 m            | 6                  |
| Julija Leanzjuk               | Kugelstoßen | 17,96 m             | 11                  | 18,25 m            | 7                  |
| Natallja Michnewitsch         | Kugelstoßen | 18,57 m             | 5                   | 18,24 m            | 8                  |
| Alena Kretschyk               | Hammerwurf  | keine gültige Weite | keine gültige Weite | -                  | -                  |
| Alena Sobalewa                | Hammerwurf  | 69,86 m             | 12                  | 70,09 m            | 10                 |
| Tazzjana Chaladowitsch        | Speerwurf   | 60,07 m             | 21                  | nicht qualifiziert | nicht qualifiziert |